# سامیت (آلاباما)
سامیت (به انگلیسی: Summit) یک منطقهٔ مسکونی در ایالات متحده آمریکا است که در شهرستان بلونت، آلاباما واقع شده‌است. سامیت ۲۷۸٫۹ متر بالاتر از سطح دریا قرار دارد.